# Hylaeus nubilosus
Hylaeus nubilosus är en biart som först beskrevs av Smith 1853.  Hylaeus nubilosus ingår i släktet citronbin, och familjen korttungebin. Inga underarter finns listade i Catalogue of Life.

## Bildgalleri

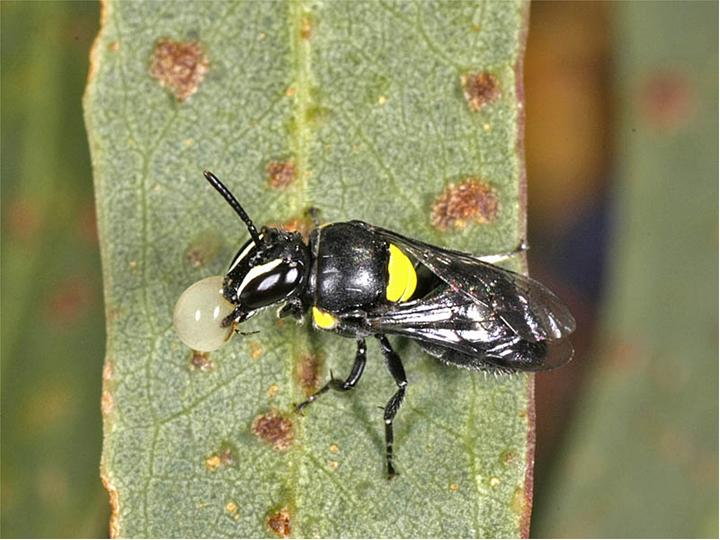
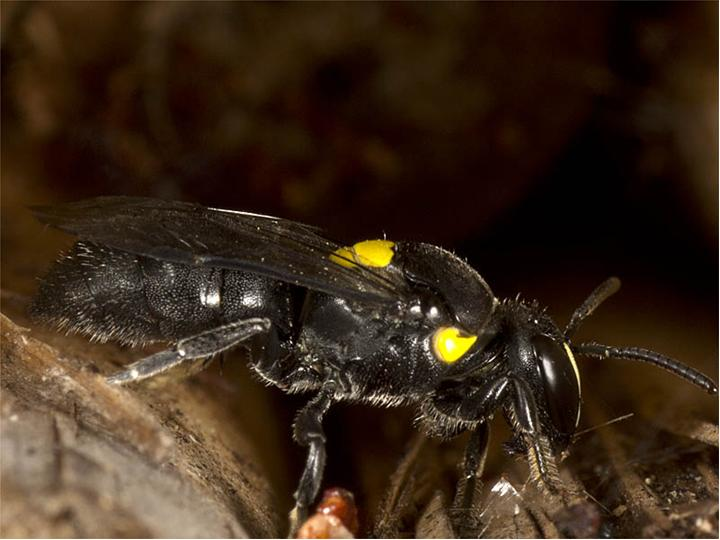
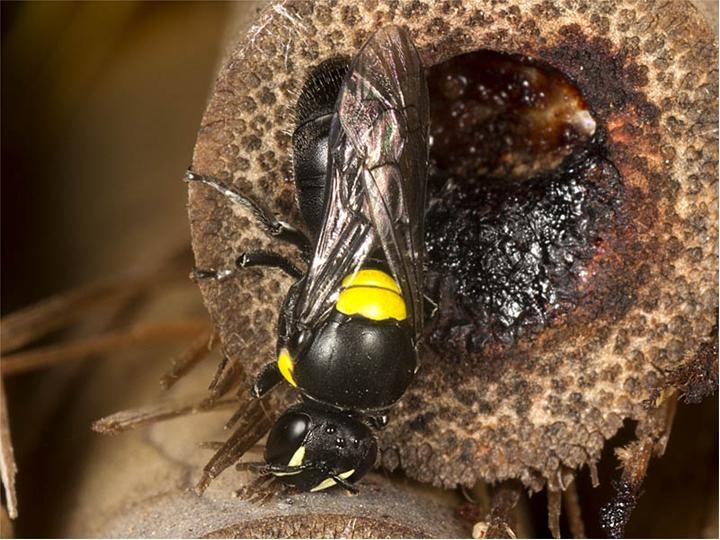
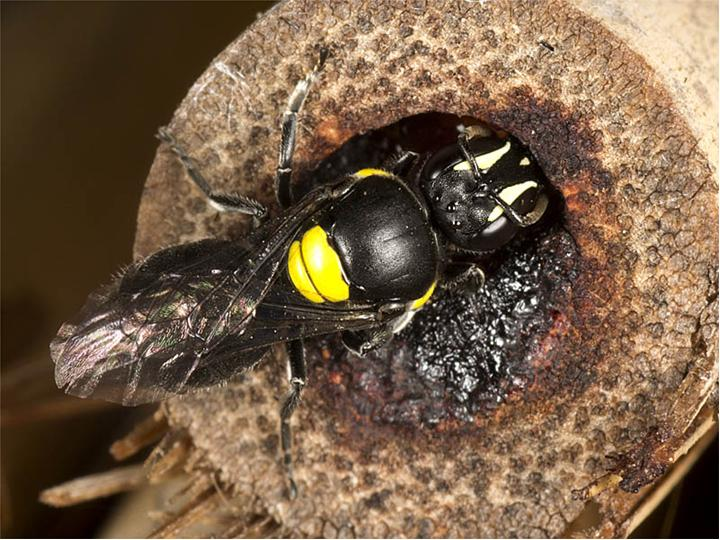
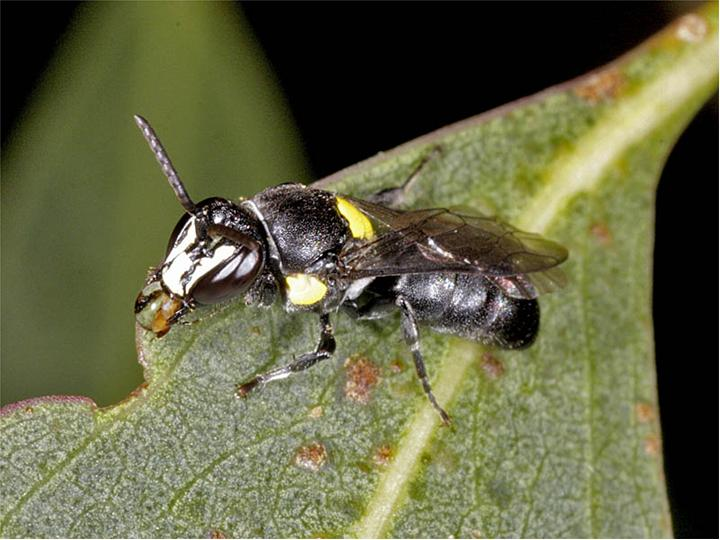
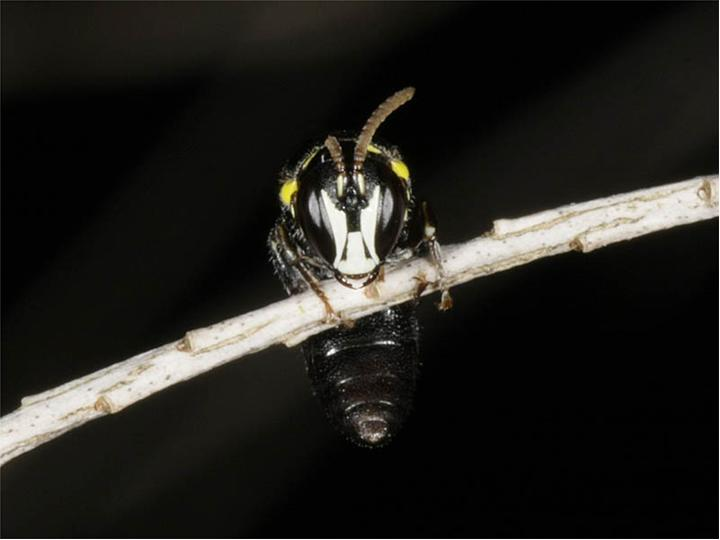